# Sweet Springs (Missouri)
Sweet Springs è una città degli Stati Uniti d'America, nella Contea di Saline, nello Stato del Missouri.
Sorge lungo le sponde del fiume Blackwater e si estende su un'area di 4,2 km².
Al censimento del 2000, la sua popolazione risultava di 1.628 abitanti.